# پارک ملی وادی الجمال
پارک ملی وادی الجمال (انگلیسی: Wadi El Gemal National Park)، پارکی ملی در کشور مصر است که ۷,۴۵۰ کیلومتر مربع مساحت دارد.